# Broken Frame Tour
Broken Frame Tour – szósta trasa koncertowa grupy muzycznej Depeche Mode, w jej trakcie odbyło się czterdzieści osiem koncertów.

## Lista utworów
1. "Oberkorn (It's a Small Town)" (intro)
2. "My Secret Garden"
3. "See You"
4. "Satellite"
5. "New Life"
6. "Boys Say Go!"
7. "Tora! Tora! Tora!"
8. - "Nothing to Fear" (1982)
  - "Big Muff" (1983)
9. "Leave in Silence"
10. "Shouldn't Have Done That"
11. - "Monument" (1982)
  - "Get the Balance Right!" (1983)
12. "The Meaning of Love"
13. "Just Can’t Get Enough" (czasami pomijane)
14. "A Photograph of You" (pomijano od listopada 1982)
15. "The Sun and the Rainfall"
16. "Shout!"
17. "Photographic"
18. "Dreaming of Me" (jedynie na wybranych koncertach)

## Muzycy
1. David Gahan – wokale główne (większość utworów)
2. Martin Gore – syntezator, chórki (większość utworów), wokale główne (niektóre utwory), perkusja elektryczna
3. Alan Wilder – syntezator, chórki, perkusja elektryczna
4. Andrew Fletcher – syntezator, chórki, perkusja elektryczna

## Data i miejsce koncertów
1. 4 października 1982 – Chippenham (Wielka Brytania) – Golddiggers
2. 6 października 1982 – Dublin (Irlandia) – National Stadium
3. 7 października 1982 – Cork (Irlandia) – City Hall
4. 8 października 1982 – Galway (Irlandia) – Leisure Land
5. 10 października 1982 – Southampton (Wielka Brytania) – Gaumont
6. 11 października 1982 – Leicester (Wielka Brytania) – De Montford Hall
7. 12 października 1982 – Brighton (Wielka Brytania) – The Dome
8. 13 października 1982 – Southend-on-Sea (Wielka Brytania) – Cliffs Pavilion
9. 15 października 1982 – Bristol (Wielka Brytania) – Colston Hall
10. 16 października 1982 – Birmingham (Wielka Brytania) – Odeon Theatre
11. 17 października 1982 – Birmingham (Wielka Brytania) – Odeon Theatre
12. 19 października 1982 – Glasgow (Wielka Brytania) – Tiffanys
13. 20 października 1982 – Edynburg (Wielka Brytania) – Playhouse
14. 21 października 1982 – Newcastle upon Tyne (Wielka Brytania) – City Hall
15. 22 października 1982 – Liverpool (Wielka Brytania) – Empire Theatre
16. 24 października 1982 – Londyn (Wielka Brytania) – Hammersmith Odeon
17. 25 października 1982 – Londyn (Wielka Brytania) – Hammersmith Odeon
18. 27 października 1982 – Manchester (Wielka Brytania) – Apollo
19. 28 października 1982 – Sheffield (Wielka Brytania) – City Hall
20. 29 października 1982 – Saint Austell (Wielka Brytania – Coliseum
21. 25 listopada 1982 – Sztokholm (Szwecja) – Draken
22. 26 listopada 1982 – Kopenhaga (Dania) – Saltlagret
23. 28 listopada 1982 – Bochum (RFN) – Zeche
24. 29 listopada 1982 – Kolonia (RFN) – Mulheim Stadthalle
25. 30 listopada 1982 – Hamburg (RFN) – Musichalle
26. 2 grudnia 1982 – Hanower (RFN) – Ballroom Blitz
27. 3 grudnia 1982 – Berlin (RFN) – Metropol
28. 10 grudnia 1982 – Goslar (RFN) – Odeon
29. 12 grudnia 1982 – Monachium (RFN) – Alabama Halle
30. 7 stycznia 1983 – Stuttgart (RFN) – Oz
31. 8 stycznia 1983 – Saarbrücken (RFN) – University
32. 9 stycznia 1983 – Minden (RFN) – Studio M
33. 10 stycznia 1983 – Bruksela (Belgia) – Le Mirano
34. 12 stycznia 1983 – Utrecht (Holandia) – Muzicentrum
35. 7 lutego 1983 – Frankfurt (RFN) – Messehalle
36. 24 marca 1983 – Nowy Jork (USA) – The Ritz
37. 25 marca 1983 – Toronto (Kanada) – Music Hall
38. 26 marca 1983 – Chicago (USA) – Aragan Ballroom
39. 28 marca 1983 – Vancouver (Kanada) – Commadore
40. 29 marca 1983 – San Francisco (USA) – Kabuki Theatre
41. 30 marca 1983 – Los Angeles (USA) – Beverly Theatre
42. 2 kwietnia 1983 – Tokio (Japonia) – Pithecantropus
43. 3 kwietnia 1983 – Tokio (Japonia) – New Latin Quarter[1]
44. 6 kwietnia 1983 – Hongkong (Hongkong) – A.C. Hall
45. 9 kwietnia 1983 – Bangkok (Tajlandia) – Napalai Hall
46. 10 kwietnia 1983 – Bangkok (Tajlandia) – Napalai Hall
47. 28 maja 1983 – Schüttorf (Niemcy) – Euro Festival (Rod Stewart)